# 居伊·菲利普
居伊·菲利普（法語：Guy Philippe，發音：[ɡi filip]；1968年2月29日—），是海地前警員、政治家和被定罪的洗錢者，他在2000年被解僱後領導了2004年海地反對總統讓-貝特朗·阿里斯蒂德的政變。
他是右翼政黨國家復興陣線黨秘書長。他是2006年海地總統大選候選人。獲得近2%的選票。
2017年1月5日，居伊在太子港被捕，罪名是販毒、洗錢和政治暗殺。逮捕是在對居伊進行電台採訪後進行的。他被捕後被帶到美國，審判在邁阿密開始。與此同時，出現了法律衝突，因為居伊作為民選參議員，擁有豁免權。2017年6月21日，他因收受毒品生意的賄賂被美國判處9年有期徒刑。2023年，從美國監獄被遣返回海地。

## 早年生活
居伊生於大昂斯省的佩斯特爾。曾在一所天主教學校就讀小學和中學，人權觀察組織稱，他在十幾歲時曾是反抗讓-克洛德·杜瓦利埃和隨後的動亂的暗殺隊隊長。
據居伊說，他曾在厄瓜多爾學習法律，在墨西哥]學習了一年的醫學。1992年，他獲得了海地武裝部隊 （FAd'H） 的獎學金，前往厄瓜多員警學院進修，並於1995年畢業。在此期間，他的部分訓練是在美國特種部隊服役。當他回到海地時，FAd『H 已經被解散了。他被分配到新成立的海地國家警察部隊，他從未正式成為海地軍隊的一員。

## 生涯
居伊接受了海地國家警察指揮官的任命，然後在1997年至1999年期間成為太子港郊區德爾馬斯的警察局長。國際監察員後來「瞭解到，數十名涉嫌幫派成員被即審即決，主要由菲利普的副手伯東尼·巴齊爾督察指揮的員警處決」。1999年，他被任命為海地角警察局長。